# Bernt Linzen
Bernt O. Linzen (* 8. Juni 1931 in Cali, Kolumbien; † 5. August 1988) war ein deutscher Zoologe, Biochemiker und Physiologe, der Professor für Zoologie an der Ludwig-Maximilians-Universität München war. 
Linzen wurde bei einem Besuch mit seinen Eltern in Deutschland vom Zweiten Weltkrieg überrascht und war gezwungen hier den Krieg über zu verbleiben. Er studierte Biologie und Chemie an der Universität Hamburg und der Universität Tübingen und wurde 1957 bei Adolf Butenandt am Max-Planck-Institut für Biochemie in Tübingen promoviert (Über Ommine und das Auftreten von Ommochromen im Tierreich). Er folgte Butenandt bei der Verlegung des Instituts nach München. Er habilitierte sich 1969 in München (The Tryptophan-Ommochrome pathway in insects) und wurde 1975 Professor für allgemeine Biologie am Zoologischen Institut der Ludwig-Maximilians-Universität. Dort hielt er Vorlesungen über Stoffwechselphysiologie und Biochemie.
Unter Butenandt befasste er sich mit Ommochromen (Augenpigmenten) in Insekten und deren Stoffwechsel. 1960 bis 1962 war er am Labor von Gerald Wyatt an der Yale University und befasste sich mit dem Nukleinsäure-Stoffwechsel und der Steuerung der Mitose bei Insekten. Ab 1968 befasste er sich mit Hämolymphe bei Insekten und Hämocyanin bei Spinnen. 
1987/88 war er Präsident der Deutschen Zoologischen Gesellschaft.